# Гофман, Генрих Антон
Иоганн Генрих Антон Гофман (нем. Johann Heinrich Anton Hoffmann; 24 июня 1770, Майнц — 19 января 1842, Франкфурт-на-Майне) — немецкий скрипач и композитор. Брат Филиппа Карла Гофмана.
Сын Карла Антона Гофмана, придворного в Майнцском курфюршестве. Учился у Георга Антона Кройссера, некоторое время также изучал философию и право в Майнцском университете. В 1790 году поступил скрипачом в Майнцскую придворную капеллу, но в 1792—1797 гг. в связи с оккупацией Майнца французскими войсками работал в разных других городах. С 1799 года играл в оркестре Франкфуртской оперы, с 1811 года концертмейстер, с 1817 года вице-капельмейстер, в 1819—1821 гг. исполнял обязанности капельмейстера. Продолжал работать в оркестре до 1835 года; выступал также и как солист, в конце 1810-х гг. участвовал в струнном квартете Луи Шпора.
Первая композиция Гофмана, двенадцать фортепианных пьес, была опубликована Бернхардом Шоттом в 1794 году, годом позже его концерт для двух скрипок с оркестром и три струнных квартета напечатал в Оффенбахе Иоганн Антон Андре. В дальнейшем к скрипичным сочинениям Гофмана добавились также вокальные и хоровые.